# Síndrome de fuga capilar sistémica
El síndrome de fuga capilar se caracteriza por la salida de plasma sanguíneo a través de las paredes capilares, desde el sistema circulatorio de la sangre hasta los tejidos circundantes, compartimientos musculares, órganos o cavidades corporales. Es un fenómeno más comúnmente visto en la sepsis, y menos frecuentemente en enfermedades autoinmunes, síndrome del ácido retinoico, síndrome de injerto, linfohistiocitosis hemofagocítica, el síndrome de hiperestimulación ovárica, fiebres hemorrágicas virales, y de mordedura de serpiente y envenenamiento con ricina. Los productos farmacéuticos, como la gemcitabina, un medicamento de quimioterapia, así como ciertas interleucinas y anticuerpos monoclonales, también pueden causar fugas capilares. Estas condiciones y factores son fuentes del síndrome de fuga capilar secundario, y a menudo es difícil de diagnosticar y tratar debido a su compleja fisiopatología y a la ausencia de criterios de diagnóstico estandarizados.
El síndrome de fuga capilar sistémica (SCLS, las siglas en inglés de 
Systemic Capillary Leak Syndrome o enfermedad de Clarkson), o síndrome de fuga capilar primaria, es una condición médica rara, grave y episódica que se observa en gran medida en individuos sanos, principalmente en la mediana edad. Se caracteriza por episodios de auto reversión durante los cuales las células endoteliales que recubren los capilares, generalmente de las extremidades, se separan durante uno a tres días, causando una fuga de plasma principalmente en los compartimentos musculares de los brazos y las piernas. El abdomen, el sistema nervioso central y los órganos (incluidos los pulmones) generalmente se salvan, pero la extravasación en las extremidades es lo suficientemente masiva como para causar un shock circulatorio y síndromes compartimentales, con una hipotensión peligrosa (presión arterial baja), hemoconcentración (espesamiento de la sangre) e hipoalbuminemia (disminución de la albúmina, una proteína importante) en ausencia de otras causas para dichas anomalías. Por lo tanto, el SCLS es una enfermedad potencialmente mortal, ya que cada episodio tiene el potencial de causar daño a los músculos y nervios de brazos y piernas, así como a los órganos vitales, debido a la perfusión limitada. A menudo se diagnostica erróneamente como policitemia, policitemia vera, síndrome de hiperviscosidad o sepsis. Un artículo científico muy completo sobre SCLS fue publicado en 2024.

## Síntomas
La mayoría de los pacientes con SCLS informan tener síntomas de tipo infección viral similares a los de la gripe (como secreción nasal), o trastornos gastrointestinales (diarrea o vómitos), o una debilidad general o dolor en las extremidades, pero otros no presentan signos de advertencia particulares o constantes antes de sus episodios. Posteriormente, desarrollan sed y mareos y se pueden medir los siguientes parámetros en una sala de emergencia de un hospital:
- hemoconcentración (lecturas elevadas de hematocrito y hemoglobina, con niveles de hematocrito >49% en hombres y >43% en mujeres, no debido a un aumento absoluto en ellos, sino debido a la fuga de plasma);
- presión arterial muy baja (hipotensión arterial profunda, con niveles de presión arterial sistólica <90 mm Hg);
- deficiencia de albúmina (hipoalbuminemia que mide <3.0 g / dL);
- Edema parcial o generalizado, y extremidades frías;
- una paraproteína en la sangre (gammapatía monoclonal de significado incierto en aproximadamente el 80% de los casos).

## Causa
Aunque la causa molecular precisa del SCLS permanece indeterminada, la investigación científica a partir del 2010, realizada principalmente en una unidad (NIAID) de los Institutos Nacionales de Salud de EE. UU., ha arrojado algo de luz sobre sus raíces biológicas y químicas. El estudio de la microvasculatura periférica a partir de muestras de biopsia de pacientes no ha evidenciado anomalías graves, angiogénesis alterada, células inflamatorias u otros factores que sugieran un trastorno propenso a dañar los vasos sanguíneos por inflamación. La ausencia de anomalías estructurales es, por lo tanto, consistente con la hipótesis de algún tipo de fenómeno celular defectuoso, pero curiosamente reversible, en los capilares.
Los estudios sugieren que la presencia de varios factores inflamatorios durante los episodios de SCLS puede explicar la permeabilidad temporalmente anormal de las células endoteliales que recubren la superficie interna de los capilares. Estos incluyen picos transitorios en mediadores inflamatorios asociados a macrófagos y monocitos y aumentos temporales en las proteínas de los factores de crecimiento endotelial vascular (VEGF) y angiopoyetina-2. El deterioro de las células endoteliales en las condiciones de laboratorio provocadas por el suero tomado de pacientes que tenían episodios de SCLS también sugiere que estos factores bioquímicos intervienen en los episodios.
No hay evidencia de que el SCLS sea hereditario, y no se ha establecido el papel de los defectos genéticos específicos en pacientes con SCLS, que podrían programar sus células endoteliales para una reacción exagerada a los estímulos externos. Se desconoce la importancia, si la hay, de la paraproteína (MGUS) presente en la mayoría de los pacientes con SCLS, aparte de que ha sido un precursor de mieloma múltiple en una minoría (7% en la cohorte más grande reportada) de pacientes con SCLS.

## Diagnóstico
SCLS es a menudo difícil de reconocer y diagnosticar en la presentación inicial y, por lo tanto, los diagnósticos erróneos son frecuentes. La tríada característica de hipotensión arterial profunda, hemoconcentración (hematocrito elevado, leucocitosis y trombocitosis) e hipoalbuminemia en ausencia de causas secundarias de shock e infección, requiere pensar en hacer diagnóstico diferencial con SCLS en la internación, durante o después de un episodio agudo. El hecho de que la afección sea extremadamente rara (aproximadamente uno por millón de habitantes), y que otras enfermedades muestren características similares a SCLS, incluido el síndrome de fuga capilar secundaria o hipoproteinemia, es un factor contra la identificación temprana. La conciencia conservada, a pesar del shock severo y la hipotensión, es una manifestación clínica adicional y la más intrigante que a menudo se informa durante los episodios de ingreso hospitalario.

## Tratamiento
La historia natural de los episodios de SCLS indica que generalmente se resuelven espontáneamente en 2 a 4 días, y que constan de dos fases distintas:

## La fase de fuga capilar
La etapa inicial es la fase de fuga capilar, que usualmente dura de 1 a 3 días, durante la cual hasta el 70% del volumen total de plasma invade las cavidades, especialmente en las extremidades. Las características clínicas más comunes son síntomas similares a la gripe, como fatiga; secreción nasal; aturdimiento, incluyendo síncope (desmayo); dolor de extremidades, abdominal o generalizado; edema facial u otro; disnea; e hipotensión que produce un shock circulatorio y, potencialmente, colapso cardiopulmonar y otros trastornos o daños en los órganos. La disfunción o falla renal aguda es un riesgo común debido a la necrosis tubular aguda como consecuencia de la hipovolemia y rabdomiólisis.
La pérdida de líquido de los capilares tiene efectos similares en la circulación como la deshidratación, lo que disminuye el flujo de oxígeno que se suministra a los tejidos y órganos, así como la salida de orina, causando oliguria. La atención médica urgente en esta fase consiste en esfuerzos de reanimación con líquidos, principalmente la administración intravenosa de solución salina más un expansor de volumen plasmático (en:hetastarch o albúmina) y coloides (para aumentar el flujo sanguíneo restante a órganos vitales como los riñones), así como glucocorticoides (esteroides como metilprednisolona, para reducir o detener la fuga capilar). Si bien el impacto de la terapia con fluidos puede tener efecto en la presión arterial, conduce a un aumento de la acumulación de líquido extravascular, lo que engendra múltiples complicaciones, especialmente el síndrome compartimental y, por lo tanto, la rabdomiólisis destructiva de las extremidades. 
En consecuencia, la terapia con líquidos debe minimizarse tanto como sea posible, y los pacientes que experimentan episodios de SCLS deben ser monitoreados de cerca en un entorno de cuidados intensivos del hospital, incluso por las complicaciones ortopédicas que requieren descompresión quirúrgica. La experiencia clínica desde 2015 recomienda la administración de inmunoglobulinas (IgIV) por vía intravenosa hacia el inicio de un episodio de SCLS, ya que no es peligrosa y está asociada a mejoras clínicas rápidas de los pacientes.

## La fase de reclutamiento
La segunda etapa presenta la reabsorción del líquido inicialmente extravasado y la albúmina de los tejidos, y por lo general dura de 1 a 2 días. La sobrecarga de líquido intravascular conduce a poliuria y puede causar edema pulmonar súbito y paro cardíaco, con posibles consecuencias fatales. La muerte por SCLS generalmente ocurre durante esta fase de reclutamiento debido a un edema pulmonar que surge de la administración excesiva de líquido intravenoso durante la fase anterior de fuga. La gravedad del problema depende de la cantidad de líquido suministrado en la fase inicial, el daño que pueden haber sufrido los riñones y la rapidez con que los diuréticos se administran para ayudar al paciente a descargar los fluidos acumulados previamente. Un estudio reciente de 59 episodios agudos ocurridos en 37 pacientes con SCLS hospitalizados concluyó que la terapia con líquidos de alto volumen se asoció de forma independiente con resultados clínicos más pobres, y que las principales complicaciones de los episodios de SCLS fueron edema pulmonar en fase de recuperación (24%), arritmia cardíaca (24%), síndrome compartimental (20%) e infecciones adquiridas (19%).
La prevención de episodios de SCLS ha implicado dos enfoques. El primero fue impulsado por la Clínica Mayo, y recomendaba el tratamiento con altas dosis de agonistas beta tales como terbutalina, la fosfodiesterasa-inhibidor de la teofilina, y leucotrieno-receptor de antagonistas de montelukast sódico.
El fundamento para el uso de estos fármacos fue su capacidad para aumentar los niveles de AMP cíclico intracelular (monofosfato de adenosina), que podrían contrarrestar las vías de señalización inflamatorias que inducen la permeabilidad endotelial. Fue el estándar en la atención hasta principios de la década de 2000, pero se dejó de lado después porque los pacientes con frecuencia experimentaban nuevos episodios de SCLS y porque estos fármacos eran mal tolerados debido a sus efectos secundarios desagradables.
El segundo enfoque, iniciado en Francia a principios de la década del 2000, consiste en infusiones mensuales de inmunoglobulinas (IgIV) por vía intravenosa, con una dosis inicial de 1 a 2 gr / kg / mes de peso corporal, que ha demostrado ser muy exitosa según abundante evidencia de casos de todo el mundo.
La IgIV se ha utilizado durante mucho tiempo para el tratamiento de los síndromes autoinmunes y asociados con MGUS, debido a sus propiedades inmunomoduladoras y anticitoquinas potenciales. El mecanismo de acción preciso de la IgIV en pacientes con SCLS es desconocido, pero es probable que neutralice sus citoquinas proinflamatorias que provocan disfunción endotelial.
Una revisión de la experiencia clínica con 69 pacientes con SCLS, en su mayoría europeos, encontró que el tratamiento preventivo con inmunoglobulinas por vía intravenosa (en inglés: intravenous immunoglobulins, o IVIG) fue el factor más importante asociado con su supervivencia, de modo que una terapia con dichas inmunoglobulinas debería ser la primera línea como tratamiento preventivo para pacientes con SCLS. De acuerdo con una encuesta del NIH sobre la experiencia de sus pacientes, la profilaxis con inmunoglobulinas está asociada con una reducción drástica en la frecuencia de episodios de SCLS en la mayoría de los pacientes, con efectos secundarios mínimos, de manera que puede considerarse como tratamiento de primera preferencia para aquellos con un diagnóstico claro de SCLS y una historia de episodios recurrentes.
Un estudio publicado en 2022, que involucró a 59 pacientes para evaluar la seguridad de la reducción gradual y el retiro de IgIV en individuos franceses e italianos con SCLS, concluyó que la incidencia de episodios graves no fue estadísticamente diferente entre las diferentes dosis de IgIV, pero que el retiro se asoció con una mayor mortalidad y mayor tasas de recurrencia, de modo que se recomienda el tratamiento de por vida con IgIV para pacientes con SCLS.

## Pronóstico
En la experiencia de la mayoría de los 69 pacientes europeos durante 1996-2016, las tasas de supervivencia a cinco y diez años para los pacientes con SCLS fueron 78% y 69%, respectivamente, pero los sobrevivientes recibieron un tratamiento preventivo con inmunoglobulinas significativamente mayor que los no sobrevivientes. Las tasas de supervivencia a 5 y 10 años en pacientes tratados con inmunoglobulinas fueron del 91% y 77%, respectivamente, en comparación con el 47% y el 37% en pacientes no tratados con inmunoglobulinas. Además, desde 2016, una mejor identificación y manejo de esta condición parece estar resultando en una menor mortalidad, y mejorando la supervivencia y los resultados de calidad de vida.

## Historia
El síndrome fue descrito por primera vez por un equipo de médicos de la ciudad de Nueva York dirigido por el Dr. Bayard D. Clarkson en 1960, después de lo cual fue nombrado informalmente en su honor. Más allá de numerosos informes de casos publicados desde entonces, se publicaron tres revisiones exhaustivas de la experiencia clínica y de investigación en 2017, y una reseña muy completa en 2024.